# Siamosaurus
Siamosaurus (có nghĩa là "thằn lằn Xiêm") là một chi của Đại long xương gai khủng long sống ở nơi ngày nay được gọi là Trung Quốc và Thái Lan trong Kỷ Phấn trắng sớm niên đại (Barremian đến Aptian) và là loài Đại long xương gai đầu tiên được phát hiện từ Châu Á.  Nó được biết chắc chắn chỉ từ răng hóa thạch;  những cái đầu tiên được tìm thấy ở Thành hệ Sao Khua, với nhiều răng hơn sau đó được phục hồi từ Thành hệ Khok Kruat trẻ hơn). Đơn vị phân loại đơn loài  Siamosaurus suteethorni, có tên vinh danh nhà cổ sinh vật học Varavudh Suteethorn, được mô tả chính thức 1986 cổ sinh vật học.  Vào năm 2009, bốn chiếc răng từ Trung Quốc trước đây được cho là của một loài pliosaur— danh pháp đồng nghĩa thuộc loài "Sinopliosaurus" fusuiensis—được xác định là của một loài Đại long xương gai, có thể  Siamosaurus.  Người ta vẫn chưa xác định được liệu hai bộ xương Đại long xương gaimột phần từ Thái Lan và một chiếc răng biệt lập từ Nhật Bản có thuộc về Siamosaurus hay không.